# SC Cottbus
SC Cottbus was een Duitse sportclub uit Cottbus, Brandenburg, die bestond van 1963 tot 1992. 

## Geschiedenis
Midden jaren vijftig werden er overal in de DDR sportclubs opgericht met het doel de prestaties van de atleten te verbeteren. In de districtshoofdstad Cottbus was er nog geen sportclub. In 1963 werd besloten om de voetbalafdeling van SC Aktivist Brieske-Senftenberg over te nemen. Datzelfde jaar werd ook nog begonnen met atletiek en boksen. In 1969 kwam er ook wielrennen bij en in 1975 turnen. 
Eind 1965 besloot de overheid dat voetbal een aparte status kreeg en de beste sportclubs werden omgevormd tot een FC en de anderen sloten zich aan bij een BSG. De voetbalafdeling werd nu BSG Energie Cottbus. De atleten die actief waren in de andere sporten waren succesvol en behaalde vele nationale titels maar ook internationale titels op de Olympische spelen en Wereldkampioenschappen. In 1992 werd de sportclub ontbonden en ging op in de nieuwe clubs: 
- Boxclub Cottbus
- Lausitzer Handball-Club Cottbus
- Leichtathletik-Club Cottbus
- Radsportclub Cottbus
- Sportclub Cottbus Turnen